# (2424) Tautenburg
(2424) Tautenburg es un asteroide perteneciente al cinturón de asteroides, descubierto el 27 de octubre de 1973 por Freimut Börngen y el también astrónomo K. Kirsch desde el Observatorio Karl Schwarzschild, en Tautenburg, Alemania.

## Designación y nombre
Designado provisionalmente como 1973 UT5. Fue nombrado Tautenburg en honor a los actores checos Jiří Voskovec y Jan Werich.